# شريف كابون سوآن
شريف كابونسوآن (بالإنجليزية: Shariff Kabunsuan)‏ هي مقاطعة فلبينية سابقة تقع في الفلبين في منطقة الحكم الذاتي الاقليمي لمسلمي مندناو يقدر عدد سكانها 7,142.0 كم2. في البداية عشر بلديات اقتطعت من مقاطعة ماغوييندانايو وسميت باسم مقاطعة شريف كابونسوآن في 2006 ولكن تم إلغائها في 2008 وعادت البلديات العشرة إلي مقاطعة ماغوييندانايو.